# Diego Angles
Diego Fernando Angles Quispe (nacido en Inchupalla, Huancané, Perú; 20 de febrero de 1996) es un futbolista peruano que se demarca como defensa en el Deportivo Binacional de la Primera División del Perú.

## Trayectoria

### FBC Melgar
Diego Angles, debutó oficialmente en el fútbol profesional el año 2015 con la camiseta de FBC Melgar enfrentando al Deportivo Municipal, ese año los arequipeños salieron campeones del Torneo Descentralizado.

### Deportivo Binacional
El 2019 debutó con la camiseta del Deportivo Binacional ante Alianza Lima en partido oficial por la fecha 15 del Torneo Apertura de la Liga 1. En esa ocasión los aliancistas se impusieron 2-1 en el estadio Alejandro Villanueva de Matute. El 2020 jugo ante LDU de Ecuador y Sao Paulo de Brasil por la Copa Libertadores, convirtiéndose en el segundo jugador puneño en disputar un torneo internacional.

## Palmarés

### Campeonatos nacionales
| Título                 | Club                 | País | Año  |
| ---------------------- | -------------------- | ---- | ---- |
| Torneo Descentralizado | FBC Melgar           | Perú | 2015 |
| Liga 1                 | Deportivo Binacional | Perú | 2019 |